# 木偶神槍手
《木偶神槍手》是一款於2011年發行的Xbox 360射擊遊戲，由Twisted Pixel Games開發，微軟工作室發行。該作採用體感感應器Kinect，玩家扮演的是一名死而復生的西部牛仔，前去找當初背叛他的同夥們復仇。該作最初計畫於Xbox Live Arcade上發布，但後來成為一款完整的零售遊戲。該作於2011年9月13日在北美上市，9月16日於歐洲發布。該作獲得多數評論家的正面評價。

## 遊戲玩法

遊戲截圖

《木偶神槍手》是一款Kinect遊戲，利用玩家的身體部位來操控，而不是使用遊戲手柄。玩家必須利用左手來控制角色移動，並用右手瞄準或操控角色射擊。玩家可一次標記多個敵人，一旦玩家作出射擊手勢，所有標記的敵人皆會被角色開槍射擊。遊戲中的某些部分以軌道射手模式呈現，允許玩家使用雙手操控兩把槍，而角色則沿著預先設定的路線移動。

## 劇情概要
《木偶神槍手》是一場背景設定於美國舊西部的戲劇，遊戲時就如同在劇院舞台上演出一樣。該遊戲最初的場景在劇院（德克薩斯州奧斯汀的派拉蒙劇院），人們出席前往觀賞表演。戲劇的劇情圍繞著牽線木偶Gunstringer展開，他在故事中的設定是一名西部警長，因遭到同夥背叛而身亡。如今復活成為亡靈的他企圖一一找過去的同夥報報仇。

## 發展與營銷
開發該遊戲的消息於2011年2月1日首次公開。當時發布了一支展示了遊戲元素的短片。在宣布之前，負責開發的工作室Twisted Pixel Games拍攝了實景片段，並將其加入遊戲。該片段的拍攝作業於德克薩斯州奧斯汀的派拉蒙劇院進行。
遊戲角色由Twisted Pixel Games的總裁喬許·貝爾設計。角色設計的靈感源自於Twisted Pixel Games與發行商微軟工作室的會議期間。Twisted Pixel Games注意到一幅畫著一副舊西部風格骷髏的畫。他們決定將它當做角色的主題。貝爾後來透露，在微軟工作室的代表離席後，這個想法在幾分鐘內便閃現出來。Twisted Pixel Games的初始想法無法用Kinect完成，於是他們必須馬上對想法做點變更。「這真的很酷，但是仍沒有達到我們的期望，它仍無法跟蹤手指頭的動作」，貝爾表示，「我當時想『喔該死，我們要把這件事情講明白，讓他們知道這硬體辦不到』」。
《木偶神槍手》附贈有Kinect版《水果忍者》的下載代碼。除此之外，還有一份追加下載內容《波紋管人編年史》，供所有Xbox Live用戶免費下載。《波紋管人編年史》和遊戲本體不同，採用的是全動態影像，玩家面對預先錄好的真人影片進行遊戲。特羅馬娛樂的創始人之一勞埃德·考夫曼在影片中擔任演員。遊戲的原聲帶可在官網免費取得。

## 反響
《木偶神槍手》在Metacritic上獲得77分的積極評價。

## 外部連結
- 官方网站
- 莫比游戏上的《木偶神槍手》（英文）